# Peter Savolainen
Carl Peter Olavi Savolainen, född 31 mars 1967 i Ströms församling i Strömsunds kommun i Jämtland, är en svensk biolog specialiserad på evolutionär genetik och molekylärbiologi. Han är universitetslektor vid avdelningen för bioteknologi på Kungliga Tekniska högskolan i Stockholm där han doktorerade 1999. Under några år efter doktorsavhandlingen var han anställd vid Max Planck-institutets avdelning för evolutionär antropologi i Leipzig.
Peter Savolainen har uppmärksammats för sina studier av hundens mitokondriella DNA. 2013 publicerade han en studie tillsammans med internationella forskare i vetenskapstidskriften Nature Communications som visade att tamhunden skilde sig från vargen redan för 32 000 år sedan under den senaste istiden någonstans i Östasien.